# Pičín (Jankov)
Pičín je vesnice v okrese Benešov ve Středočeském kraji. Osada se nachází cca 3 km na sever od obce Jankov, jejíž je součástí. Je zde evidováno 40 adres. Protéká tudy říčka Chotýšanka, která je levostranným přítokem řeky Blanice. K Pičínu patří samota Lažany.
V Pičíně se nachází kaplička, ale také hospoda a koňská stáj Rabbit Trhový Štěpánov. Obec je známa bohatou spolkovou činností. Místní hasiči pořádají každoročně rybí hody a další akcí jsou výlety amatérských cyklistů pod názvem Cyklotour.

## Historie
První písemná zmínka o vesnici pochází z roku 1379. V té dobře stála u rybníka tvrz a při ní i vladycký dvůr. Hospodařili zde rytíři, kteří se psali z Pičíny, neboť se osada původně jmenovala Pičína. Prvním známým majitelem byl Ješek Žluva (zemřel roku 1381), pak Matěj (zemřel roku 1390) a posléze Jakub z Pičíny a jeho manželka Anna. Poté se zde vystřídalo několik majitelů, například Petr Kořenský z Terešova, Oldřich Bechyňa z Lažan či Přech Popovský z Bezejovic. Od roku 1571 byl celý Pičín součástí panství jankovského, který drželi páni Jankovští z Talmberka. Během třicetileté války zdejší dvůr zpustl a tvrz zanikala.
Zdejší sbor dobrovolníků hasičů byl ustanoven v roce 1904. Od roku 1914 byl Pičín samostatnou obcí. Od roku 1920 zde byla vedena knihovna a v roce 1922 byla založena kronika. Pičínští osadníci si v roce 1923 postavili u rybníka kapličku se zvoničkou. Kaplička je osvětlena dvěma obloukovitými okny a uvnitř se nachází oltářík se sochou Panny Marie.
Pičín měl v minulosti mnohem více obyvatel než dnes. Například v roce 1869 zde žilo 240 obyvatel, v roce 1921 119 obyvatel a v roce 1950 163 obyvatel. V roce 2010 zde žilo pouze 69 trvale bydlících obyvatel.